# Zerynthos
Zerynthos – starożytne miasto w południowej Tracji, nieopodal Ajnos, słynące ze świątyni Apollina i jaskini Hekate.